# Heterocola nigrotibialis
Heterocola nigrotibialis är en stekelart som beskrevs av Horstmann och Kolarov 1988. Heterocola nigrotibialis ingår i släktet Heterocola och familjen brokparasitsteklar. Inga underarter finns listade i Catalogue of Life.